# Ribera Baixa
Pour les articles homonymes, voir Ribera Baja.
La Ribera Baixa (en castillan : Ribera Baja) est une comarque de la province de Valence, dans la Communauté valencienne, en Espagne. Son chef-lieu est Sueca.

## Communes

Communes de la Ribera Baixa

- Albalat de la Ribera
- Almussafes
- Benicull de Xúquer
- Corbera
- Cullera
- Favara
- Fortaleny
- Llaurí
- Polinyà de Xúquer
- Riola
- Sollana
- Sueca